# Nicholas Frederick Seebeck

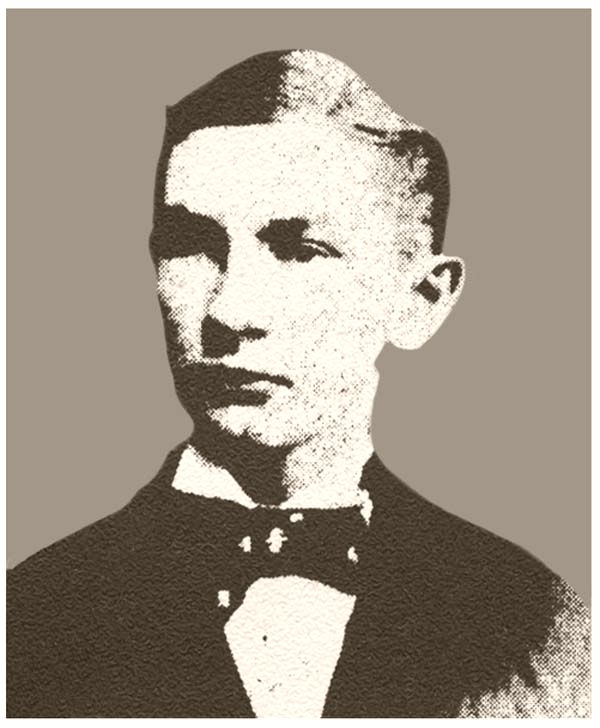
Das einzige bekannte Foto von Nicholas F. Seebeck

Nicholas Frederick Seebeck (* 19. Februar 1857; † 23. Juni 1899) war ein in den USA tätiger Geschäftsmann und Philatelist deutscher Herkunft. International bekannt wurde er durch Verträge mit den Postverwaltungen einiger Staaten Lateinamerikas, mit denen Seebeck für jährliche Lieferung neuer Briefmarkenausgaben die Verwertungsrechte an den Restbeständen des Vorjahres erhielt.

## Leben
Über die genaue Herkunft und die frühen Lebensjahre Seebecks ist kaum etwas bekannt. Nach Angaben seines Biographen Danilo A. Mueses ist er 1873 in die USA eingewandert, wo er im gleichen Jahr ein Schreibwarengeschäft in New York eröffnete. Dort verkaufte er zunächst nur nebenbei Briefmarken; der Handel mit Briefmarken wurde durch den Aufschwung der Philatelie in den 1870er Jahren rasch zu Seebecks Haupteinnahmequelle. Dadurch erwarb er umfangreiche philatelistische Kenntnisse, die er in seinem 1876 erstmals erschienenen Katalog Descriptive Price Catalog of all known Postage Stamps of the United States and Foreign Countries niederlegte. Dieser Katalog erlebte in den folgenden sechs Jahren drei weitere Auflagen.
Anfang 1884 verkaufte Seebeck sein Geschäft und investierte den Erlös von 10.000 US$ in die Hamilton Bank Note Company, einer renommierten Firma, die sich auf den Druck von Banknoten, Eisenbahntickets und Briefmarken spezialisiert hatte. Am 1. Mai 1884 wurde Seebeck Sekretär und Schatzmeister dieser Firma. Er verkaufte seine Anteile schon im folgenden Jahr für 28.500 US$ und arbeitete in der Folgezeit als angestellter Geschäftsführer. Während dieser Zeit schloss er mit vier Staaten Mittel- und Südamerikas Lieferverträge über Briefmarken.
Am 23. Juni 1899 erlag Seebeck der Tuberkulose.

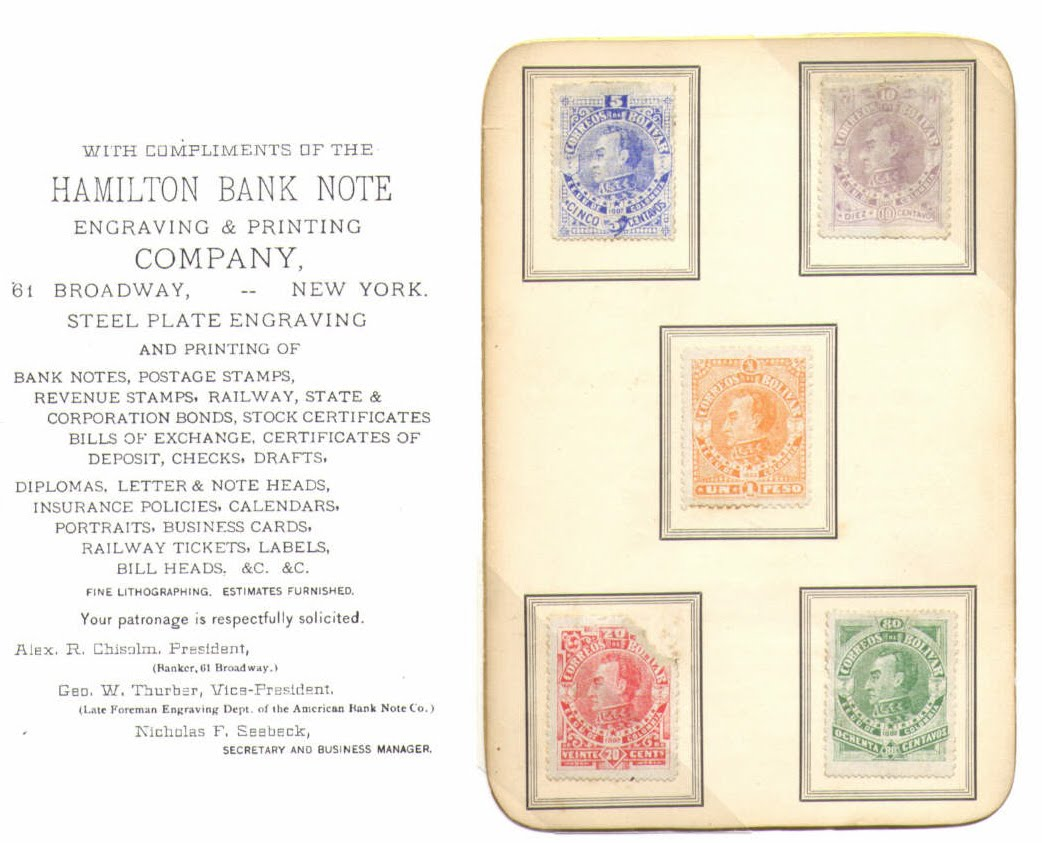
Karte mit Beispielmarken der Hamilton Bank Note Company

## Seebeck-Ausgaben

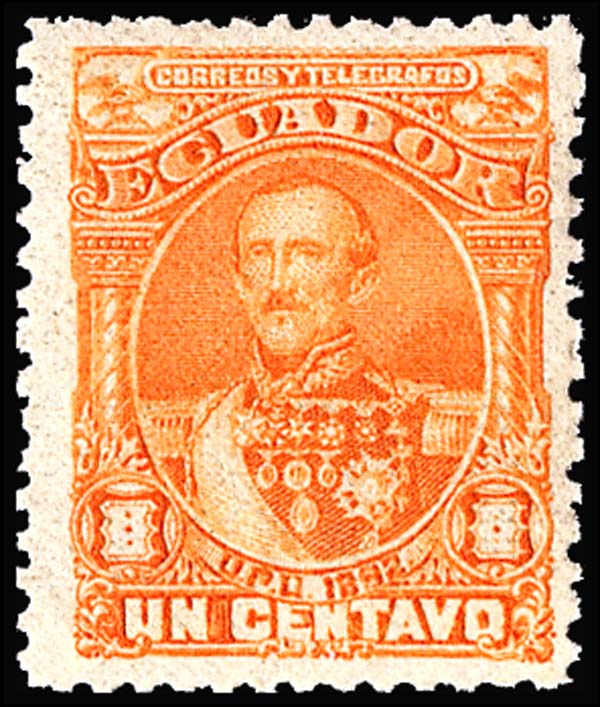
Marke einer Seebeck-Ausgabe für Ecuador

Den ersten Auftrag zum Druck von Briefmarken erhielt Seebeck 1879 von der Postverwaltung der Dominikanischen Republik. Welche Firma diese Drucke ausführte, ist nicht mehr durch Dokumente belegt, es wird in Seebecks Biographie angenommen, dass er sich an die Manhattan Bank Note Company wandte, die eine Vorgängerfirma der Hamilton Bank Note Company war. Bis 1883 erhielt Seebeck Aufträge für vier verschiedene Briefmarkenausgaben der Dominikanischen Republik. Die Manhattan Bank Note Company stellte von 1879 bis 1885 auch die Briefmarken für das kolumbianische Departamento de Bolívar her, auch hier nimmt Mueses an, dass die Verträge von Seebeck abgeschlossen wurden.
Die in der philatelistischen Literatur als „Seebeck-Ausgaben“ bezeichneten Briefmarken der Staaten Ecuador, El Salvador, Honduras und Nicaragua wurden zwischen 1890 und 1899 herausgegeben. Die Verträge schloss Seebeck während einer Reise durch Mittelamerika im Frühjahr 1889. Seebeck bot den Postverwaltungen der finanzschwachen Staaten eine kostenlose jährliche Lieferung neuer Briefmarkenserien an. Im Gegenzug erhielt Seebeck die unverbrauchten und von den jeweiligen Postverwaltungen als ungültig erklärten Restbestände zum Verkauf an Philatelisten zurück. Die Druckplatten verblieben ebenfalls bei Seebeck, der dadurch nach Verkauf der Restbestände Neudrucke für den philatelistischen Markt herstellen konnte. Die Verträge umfassten neben der Lieferung von Briefmarken auch die Lieferung von Ganzsachen (Streifbänder, Postkarten, Briefumschläge). Durch Aufdrucke wurden auch weitere Markengattungen hergestellt, dazu gehören beispielsweise Dienstmarken und Telegrafenmarken. Die Postverwaltung Ecuadors hatte einen ähnlichen Vertrag mit einem Agenten der Druckerei Waterlow and Sons in London abgeschlossen, die Verpflichtungen aus diesem Vertrag wurden 1890 von der Hamilton Bank Note Company übernommen.
Die zu liefernden Markenmengen variierte zwischen den verschiedenen Ländern. Für El Salvador wurden von jeder Briefmarke mindestens 1,5 Millionen Stück, von Briefumschlägen 25.000 Stück und von Streifbändern und Postkarten je 10.000 Stück geliefert. Die Liefermengen für Honduras lagen etwa 30 % darüber.
Alle Verträge hatten eine Laufzeit von 10 Jahren, konnten aber von beiden Seiten jährlich gekündigt werden. Nachdem Philatelisten wegen der großen Zahl neu verausgabter Marken starke Kritik geübt hatten, kündigte Ecuador seinen Vertrag 1895, die Marken für 1896 waren schon gedruckt, sie wurden bezahlt und die Restbestände nicht zurückgegeben. Auch Honduras kündigte seinen Vertrag schon 1893, aufgrund von Lieferschwierigkeiten einer honduranischen Druckerei wurde der Vertrag allerdings wieder in Kraft gesetzt. Die letzten Seebeck-Ausgaben kamen dort 1895 an die Postschalter. Nur Nicaragua und El Salvador gaben bis 1899 jährlich von Seebeck gelieferte Marken heraus. In diesen zehn Jahren erschienen alleine in El Salvador 166 Briefmarken, 152 Dienstmarken, 100 Briefumschläge, 32 Streifbänder und 39 Postkarten sowie einige Marken für spezielle Postdienste.
Die Vermarktung der Restbestände übernahm Seebeck nicht selbst, sondern der Händler Gustav B. Calman, der 1884 Seebecks Geschäft gekauft hatte. Dieser stellte auch nach Seebecks Tod von den meisten Ausgaben Neudrucke her, die zum Teil mit falschen Stempeln versehen wurden. 
Schon während der Laufzeit der Verträge kritisierten Händler und Philatelistenverbände die Postverwaltungen der Länder, die entsprechende Verträge mit Seebeck abgeschlossen hatten, wegen der „Markenflut“. Hierbei ist zu beachten, dass im 19. Jahrhundert das Sammeln aller weltweit erscheinenden Marken noch verbreitet war und deshalb viele Sammler alle Ausgaben erwerben mussten, um ihre Sammlungen zu komplettieren.
Bis heute gelten die ungebrauchten Marken als billige Massenware, bei der zudem das Problem auftritt, dass in vielen Fällen nicht zwischen Originalen und Neudrucken unterschieden werden kann. Wegen der kurzen Gültigkeit von einem Jahr, sind echt gebrauchte Marken der „Seebeck-Ausgaben“ Raritäten.